# Chauffourt
Chauffourt é uma comuna francesa na região administrativa de Grande Leste, no departamento de Haute-Marne. Estende-se por uma área de 9,63 km². Em 2010 a comuna tinha 205 habitantes (densidade: 21,3 hab./km²).